# Овайн Фон Вільямс
Овайн Фон Вільямс (валл. Owain Fôn Williams; нар. 17 березня 1987, Пенегройс, Гвінед) — валлійський футболіст, воротар клубу «Інвернесс» та національної збірної Уельсу.

## Клубна кар'єра
Народився 17 березня 1987 року. Вихованець футбольної школи клубу «Кру Александра». Влітку 2006 року підписав з командою професійний дворічний контракт, проте не зіграв у жодному матчі, програвши конкуренцію Бену Вільямсу і в липні 2008 року залишив клуб на правах вільного агента.
8 липня 2008 року підписав контракт з клубом першої ліги «Стокпорт Каунті» і відіграв за клуб зі Стокпорта наступні два сезони своєї ігрової кар'єри, будучи основним воротарем, проте за підсумками сезону 2009/10 клуб зайняв 24 місце і вилетів в другу лігу. Після цього Овейн поступився місцем у воротах новачку Метту Гленнону і 28 жовтня 2010 року Фон Вільямс був відданий в оренду в інший клуб другої ліги «Бері», де мав замінити травмованого Кемерона Белфорда і зіграв до кінця року у 8 матчах в усіх турнірах, після чого повернувся у «Стокпорт Каунті».
20 січня 2011 року Овейн приєднався до клубу «Рочдейл», підписавши контракт до кінця сезону і зіграв за цей час у 22 матчах чемпіонату, після чого в кінці сезону 2010/11 покинув команду.
1 липня 2011 року уклав дворічний контракт з клубом першої ліги «Транмер Роверз», де відразу став основним воротарем. За підсумками сезону 2013/14 його клуб вилетів до другої ліги, проте Фон Вільямс залишився в команді. Лише після того як в травні 2015 року «Транмер Роверз» зайняв 24 місце і вилетів у Національну Конференцію, Овейн покинув клуб, зігравши загалом за нього 184 гри в усіх турнірах.
16 липня 2015 року став гравцем шотландського клубу «Інвернесс» і того ж дня дебютував у його складі в матчі Ліги Європи проти румунської «Астри» (0:1). Наразі встиг відіграти за команду з Інвернесса 38 матчів в національному чемпіонаті.

## Виступи за збірні
2003 року дебютував у складі юнацької збірної Уельсу, взяв участь у 5 іграх на юнацькому рівні, пропустивши 2 голи.
Протягом 2007—2008 років залучався до складу молодіжної збірної Уельсу. На молодіжному рівні зіграв у 11 офіційних матчах, пропустив 1 гол.
З 2009 року викликався до лав національної збірної Уельсу, проте дебютував у її складі лише 13 листопада 2015 року в товариському матчі проти збірної Нідерландів (2:3), замінивши на 73 хвилині Вейна Геннессі і за 8 хвилин пропустив переможний гол від Ар'єна Роббена. Наразі цей матч залишається єдиним для воротаря у футболці збірної, що не завадило йому поїхати наступного року як третьому воротарю на Євро-2016 у Франції.
| Дата       | Місто   | Господарі | Результат | Гості      | Турнір           | Голи | Примітки |
| ---------- | ------- | --------- | --------- | ---------- | ---------------- | ---- | -------- |
| 13-11-2015 | Кардіфф | Уельс     | 2 – 3     | Нідерланди | товариський матч | −1   | 73'      |
| Усього     |         | Матчів    | 1         |            | Голів            | −1   |          |